# Società Sportiva Juve Stabia 2021-2022
Questa voce raccoglie le informazioni riguardanti la Società Sportiva Juve Stabia nelle competizioni ufficiali della stagione 2021-2022.

## Stagione
Nella stagione 2021-2022 la Juve Stabia disputa il girone C del campionato di Serie C, raccoglie 51 punti ottenuti sul campo, ma penalizzata di 2 punti, e quindi di fatto con l'undicesimo posto ufficiale estromessa dal disputare i Play-off, e superata dal Picerno decimo. Sulla panchina delle vespe si sono alternati prima Walter Novellino, poi Stefano Sottili, per poi ritornare a Novellino, raggiungendo comunque quello che era l'obiettivo minimo di stagione i Play-off, almeno sul campo, poi vanificato dal provvedimento amministrativo. Nella Coppa Italia di Serie C la Juve Stabia è subito uscita di scena nel primo turno, superata (2-3) dal Messina.

## Divise e sponsor
La divisa è quella tradizionale: Maglia gialloblù, calzoncini e calzettoni gialli. Lo sponsor tecnico per la stagione 2021-2022 è Givova, mentre sono assenti gli sponsor ufficiali.

## Organigramma societario
Area direttiva
- Presidente: Andrea Langella
- Vicepresidente: Vincenzo D'Elia
- Amm. unico: Vincenzo Todaro
- Direttore sportivo: Raffaele Rubino

Area tecnica
- Allenatore: Walter Novellino, poi Eduardo Imbimbo (ad interim), poi da ottobre  Stefano Sottili, da marzo Walter Novellino
- Allenatore in seconda: Antonio Niccolai
- Collaboratore tecnico: Giorgio Lucenti
- Preparatore atletico: Matteo Pantaleoni
- Preparatore dei portieri: Fulvio Flavoni
- Match Analyst: Andrea Fardone

Area sanitaria
- Medici sociali: Giuseppe Del Vecchio
- Massaggiatori: Ciro Nastro
- Fisioterapista:  Gaetano Nastro
- Osteopata: Emanuele Aversano

## Rosa
Rosa e ruoli sono aggiornati al 14 settembre 2021.
| N. |                      | Ruolo | Calciatore           |
| -- | -------------------- | ----- | -------------------- |
| 1  | Italia (bandiera)    | P     | Danilo Russo         |
| 2  | Italia (bandiera)    | D     | Gianmarco Todisco    |
| 3  | Italia (bandiera)    | D     | Alberto Rizzo        |
| 3  | Italia (bandiera)    | D     | Ciro Panico          |
| 4  | Italia (bandiera)    | C     | Guido Davì           |
| 5  | Argentina (bandiera) | C     | Nicolás Schiavi      |
| 6  | Italia (bandiera)    | D     | Denis Tonucci        |
| 7  | Italia (bandiera)    | A     | Matteo Stoppa        |
| 8  | Italia (bandiera)    | C     | Jacopo Scaccabarozzi |
| 9  | Italia (bandiera)    | A     | Umberto Eusepi       |
| 10 | Italia (bandiera)    | A     | Accursio Bentivegna  |
| 11 | Italia (bandiera)    | A     | Giuseppe Panico      |
| 12 | Italia (bandiera)    | P     | Andrea Dini          |
| 13 | Italia (bandiera)    | D     | Ugo Dell'Orfanello   |
| 14 | Italia (bandiera)    | C     | Luca Berardocco      |
| 14 | Italia (bandiera)    | C     | Bilal Erradi         |

| N. |                      | Ruolo | Calciatore               |
| -- | -------------------- | ----- | ------------------------ |
| 16 | Italia (bandiera)    | C     | Niccolò Squizzato        |
| 17 | Italia (bandiera)    | A     | Mariano Guarracino       |
| 18 | Italia (bandiera)    | A     | Vincenzo Della Pietra    |
| 19 | Italia (bandiera)    | A     | Mirco Lipari             |
| 20 | Danimarca (bandiera) | D     | Magnus Troest (capitano) |
| 21 | Italia (bandiera)    | D     | Davide Cinaglia          |
| 22 | Italia (bandiera)    | P     | Giacomo Pozzer           |
| 23 | Italia (bandiera)    | P     | Daniele Lazzari          |
| 24 | Italia (bandiera)    | D     | Marco Caldore            |
| 25 | Italia (bandiera)    | C     | Daniele Altobelli        |
| 26 | Italia (bandiera)    | D     | Michele Picardi          |
| 27 | Italia (bandiera)    | D     | Francesco Donati         |
| 28 | Italia (bandiera)    | D     | Giuseppe Esposito        |
| 30 | Italia (bandiera)    | A     | Tommaso Ceccarelli       |
| 32 | Italia (bandiera)    | A     | Felice Evacuo            |
| 35 | Italia (bandiera)    | P     | Edoardo Sarri            |

## Risultati

### Serie C - girone C

#### Girone di andata
| Arbitro: | Saia (Palermo) |

|           |           |                |
| Casoli 1’ | Marcatori | 28’ Bentivegna |

| Castellammare di Stabia 4 settembre 2021 2ª giornata | Juve Stabia       | 0 – 0 | Avellino | Stadio Romeo Menti\| Arbitro: \| Bitonti (Bologna) \| |
| Arbitro:                                             | Bitonti (Bologna) |       |          |                                                       |

| Arbitro: | Feliciani (Teramo) |

|           |           |                                                   |
| Basso 65’ | Marcatori | 45’ Berardocco 51’ Bentivegna 90+1’ (rig.) Evacuo |

| Castellammare di Stabia 18 settembre 2021 4ª giornata | Juve Stabia      | 0 – 0 | Campobasso | Stadio Romeo Menti\| Arbitro: \| Galipò (Firenze) \| |
| Arbitro:                                              | Galipò (Firenze) |       |            |                                                      |

| Arbitro: | Luciani (Roma) |

|               |           |            |
| Nicoletti 64’ | Marcatori | 23’ Panico |

| Arbitro: | Monaldi (Macerata) |

|  |           |            |
|  | Marcatori | 42’ Evacuo |

| Castellammare di Stabia 4 ottobre 2021 7ª giornata | Juve Stabia    | 0 – 0 | Palermo | Stadio Romeo Menti\| Arbitro: \| Carella (Bari) \| |
| Arbitro:                                           | Carella (Bari) |       |         |                                                    |

| Arbitro: | Giordano (Novara) |

|                             |           |                 |
| L. Moro 8’, 64’ Russini 15’ | Marcatori | 25’, 29’ Eusepi |

| Arbitro: | Cavaliere (Paola) |

|                               |           |                                          |
| Eusepi 35’ Ferrani 64’ (aut.) | Marcatori | 15’ S. De Marco 32’ Vivacqua 57’ Gerardi |

| Arbitro: | Bordin (Bassano del Grappa) |

|                       |           |  |
| Mercadante 30’ (rig.) | Marcatori |  |

| Arbitro: | Nicolini (Brescia) |

|            |           |  |
| Stoppa 61’ | Marcatori |  |

| Arbitro: | Panettella (Bari) |

|                   |           |            |
| Giannone 51’, 58’ | Marcatori | 67’ Eusepi |

| Arbitro: | N. Marini (Trieste) |

|                     |           |  |
| Eusepi 45+1’ (rig.) | Marcatori |  |

| Arbitro: | Gemelli (Messina) |

|                |           |            |
| Bentivegna 28’ | Marcatori | 12’ Buglio |

| Arbitro: | Maranesi (Ciampino) |

|             |           |                  |
| Bombagi 85’ | Marcatori | 89’ Della Pietra |

| Arbitro: | Moriconi (Roma) |

|                                |           |                             |
| Bentivegna 12’ Stoppa 33’, 50’ | Marcatori | 49’, 87’ (rig.) G. Giovinco |

| Arbitro: | F. Longo (Paola) |

|                                       |           |                       |
| Cretella 31’ Guadagni 45’ Firenze 81’ | Marcatori | 35’ (rig.) Bentivegna |

| Arbitro: | Collu (Cagliari) |

|                                |           |  |
| Bentivegna 35’ Stoppa 76’, 85’ | Marcatori |  |

| Arbitro: | Zamagni (Cesena) |

|                                   |           |  |
| Mastropietro 9’, 84’ L. Perez 21’ | Marcatori |  |

#### Girone di ritorno
| Arbitro: | Centi (Terni) |

|                   |           |              |
| Eusepi 12’ (rig.) | Marcatori | 6’ Di Piazza |

| Arbitro: | Rutella (Enna) |

|                           |           |               |
| Maniero 18’, 50’ Aloi 74’ | Marcatori | 33’ Altobelli |

| Arbitro: | Ricci (Firenze) |

|                                               |           |  |
| Bentivegna 55’ Eusepi 80’ (rig.) Stoppa 90+6’ | Marcatori |  |

| Campobasso 23 gennaio 2022 23ª giornata | Campobasso         | 0 – 0 | Juve Stabia | Stadio Antonio Molinari\| Arbitro: \| Feliciani (Teramo) \| |
| Arbitro:                                | Feliciani (Teramo) |       |             |                                                             |

| Arbitro: | N. Marini (Trieste) |

|                                   |           |                 |
| T. Ceccarelli 29’ Stoppa 32’, 69’ | Marcatori | 85’ Rizzo Pinna |

| Arbitro: | Vergaro (Bari) |

|            |           |  |
| Eusepi 18’ | Marcatori |  |

| Arbitro: | Collu (Cagliari) |

|                           |           |                     |
| Brunori 7’, 49’ Giron 25’ | Marcatori | 90+3’ (rig.) Evacuo |

| Arbitro: | Galipò (Firenze) |

|  |           |                    |
|  | Marcatori | 30’, 49’ Simonetti |

| Arbitro: | Caldera (Como) |

|               |           |  |
| Reginaldo 59’ | Marcatori |  |

| Arbitro: | Emmanuele (Pisa) |

|  |           |              |
|  | Marcatori | 55’ Borrelli |

| Arbitro: | Scarpa (Collegno) |

|  |           |               |
|  | Marcatori | 5’ N. Schiavi |

| Arbitro: | Carella (Bari) |

|                            |           |  |
| Eusepi 17’, 45’ Stoppa 39’ | Marcatori |  |

| Arbitro: | Rutella (Enna) |

|               |           |  |
| Antenucci 47’ | Marcatori |  |

| Arbitro: | Cherchi (Carbonia) |

|                          |           |  |
| Costantino 13’, 33’, 64’ | Marcatori |  |

| Arbitro: | Di Graci (Como) |

|             |           |            |
| Tonucci 11’ | Marcatori | 53’ Biasci |

| Taranto 3 aprile 2022 35ª giornata | Taranto              | 0 – 0 | Juve Stabia | Stadio Erasmo Iacovone\| Arbitro: \| Perenzoni (Rovereto) \| |
| Arbitro:                           | Perenzoni (Rovereto) |       |             |                                                              |

| Arbitro: | Panettella (Bari) |

|                                                   |           |  |
| Bentivegna 12’, 60’ Caldore 83’ T. Ceccarelli 89’ | Marcatori |  |

| Arbitro: | Gemelli (Messina) |

|                    |           |                  |
| Costa Ferreira 15’ | Marcatori | 83’ Della Pietra |

| Arbitro: | Delrio (Reggio Emilia) |

|                                   |           |  |
| Stoppa 18’, 62’, 90+2’ Erradi 82’ | Marcatori |  |

### Coppa Italia Serie C
| Arbitro: | Crezzini (Siena) |

|                               |           |                                      |
| Fantoni 24’ (aut.) Panico 38’ | Marcatori | 5’ Simonetti 47’ Adorante 80’ Damian |